# Compsoneura diazii
Compsoneura diazii là một loài thực vật có hoa trong họ Myristicaceae. Loài này được Janovec mô tả khoa học đầu tiên năm 2002.